# زواج الأطفال في توجو
في 2017 في توجو، 22% من الفتيات تم تزويجهن قبل الثامنة عشر من عمرهن، و6% تم تزويجهن قبل الخامسة عشر من عمرهن.
أي أنه في المتوسط واحدة من كل أربع نساء سيتم تزويجها قبل الثامنة عشر.
44% من النساء ما بين 20 و 24 سنة من غير المتعلمات أو من الحاصلات على الشهادة الابتدائية تزوجت أو ارتبطت في سن الثامنة عشر، بالمقارنة مع 8% فقط من النساء الحاصلات على تعليم ثانوي.

## سن الزواج القانوني
سن الزواج القانوني الأدنى للزواج هو ثمانية عشر عامًا للفتيات، وعشرون عامًا للفتيات. لكن كلاهما يستطيع الزواج تحت الثامنة عشر بشرط موافقة الأهل.